# Havlovice (Miřetice)
Havlovice (německy Hawlowitz) jsou místní částí obce Miřetice (okres Chrudim).

## Historie
První písemný záznam o obci pochází z roku 1487. Je uveden v seznamu obcí, které patřily ke klášteru podlažickému. Seznam je založen v Deskách dvorských, které jsou umístěny ve Státním ústředním archivu v Praze. Havlovice byly do roku 1924 osadou obce Louka, okres Chrudim. Od roku 1925 do roku 1960 byly samostatnou obcí, ke které patřila osada Dubová. Od 1. ledna 1961 se staly místní částí obce Miřetice, kam patří dosud.

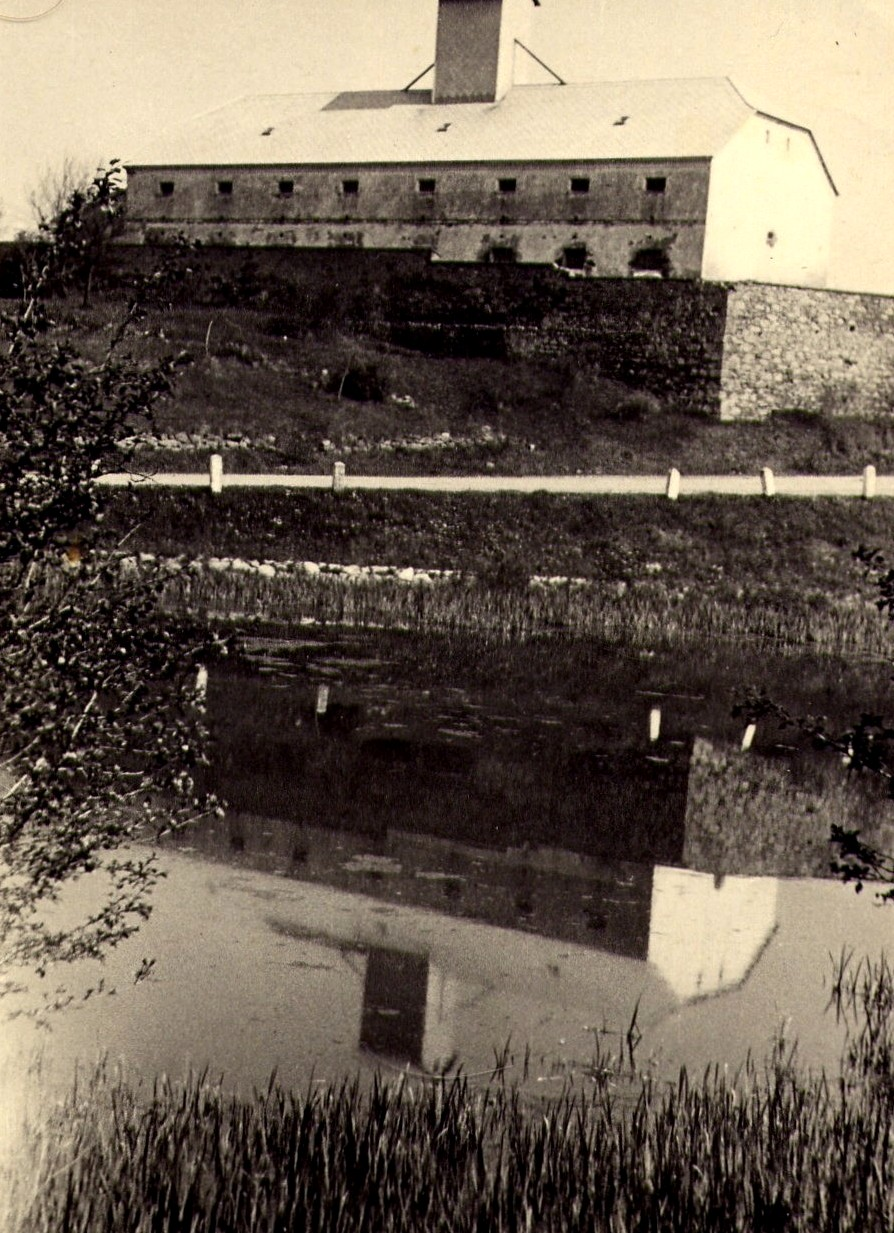
Havlovický dvůr nad rybníkem Liška 1960

Největším objektem v Havlovicích je bývalý panský dvůr, založený rodem Auerspergů ze Slatiňan. Panské dvory tvořily základ zemědělského podnikání šlechty. Každý dvůr vedl šafář, který trvale zaměstnával čeledíny a děvečky. Další pracovníci přicházeli do práce (dříve do roboty) podle potřeby. Havlovický dvůr patřil šlechtickému rodu Auerspergů ze Slatiňan. Při pozemkové reformě (parcelaci) po první světové válce byl dvůr státem vyvlastněn a část půdy rozdělena. Z nerozdělené části půdy a zemědělského objektu (dvora) byl vytvořen tzv. zbytkový statek, který byl pronajímán správcům. Po roce 1948 užívalo dvůr JZD Miřetice a Výkupní podnik Hlinsko. Dnes ho využívá soukromá firma.

## Havlovické rybníky
Havlovice jsou známé zejména vzájemně propojenými havlovickými rybníky – Hořička, Petráň, Žďár a menší Liška. Zdrojem vody je řeka Ležák (Holetínka), která napájí Petráň. Voda pak protéká do Hořičky a Žďáru, ze kterého nadbytečná voda opět odtéká do řeky Ležák. Do Petráně přitéká také voda z rybníka Liška, který je napájen Havlovickým potokem, který pramení za osadou Kvasín. Největší rybník Hořička má rozlohu 30 ha a celá soustava přes 50 ha.

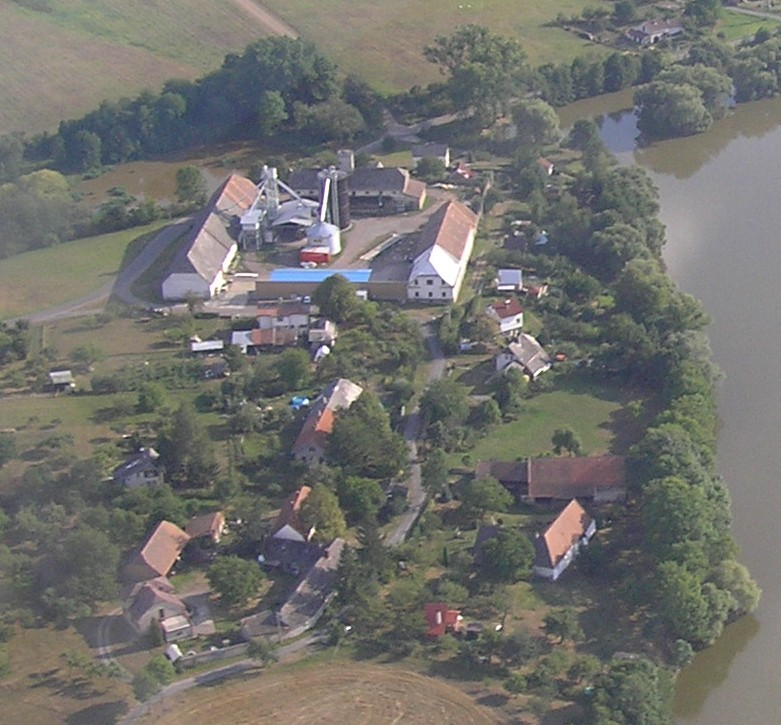
Havlovice, letecký pohled 2007

Dnešní rybník Petráň se podle mapy z r. 1839 (Císařské otisky), jmenoval původně Kostelecký. Současný název Petráň vznikl pravděpodobně podle objektu pod rybníkem (bývalý mlýn), který se nazýval U Petráňů. Název rybníka Hořička byl odvozen od kopce Hořička (německy Horitschka), který leží nad rybníkem, 384 m nad mořem. Název rybníka Žďár byl asi odvozen od slov žďáření či žďárování, tj. vypalování lesa před založením rybníka.

## Obyvatelstvo
Počet stálých obyvatel je nízký – kolem dvaceti osob. Ti bydlí v devíti domech. Vedle nich je zde několik rekreačních objektů. V roce 1869 měly Havlovice 95 obyvatel. Tento stav se udržel zhruba do roku 1910. Pak počet obyvatel klesal: v roce 1930 na 58 osob, v roce 1950 na 39 osob až po současný stav cca 20 trvale bydlících obyvatel.